# عيلبون
عيلبون وهي قرية عربية تقع منطقة الجليل، وإداريًا في المنطقة الشمالية شمال فلسطين المحتلة. كما وتقع أقصى غرب بحيرة طبرية يسكنها كل من المسيحين والمسلمين ويبلغ عددهم حتى نهاية عام 2021 5,812 نسمة وتبلغ مساحة أراضيها 4900 دونم. وهي قرية ذات ثقافة عالية بمجالات عديدة ومختلفة بالرغم من الصعوبات التي واجهتها وتواجهها في المجال الاقتصادي والاجتماعي ومنطقة نفوذها على الأرض التي أصبحت محدودة جدا.

## موقعها
تقع قرية عيلبون في الجليل الأسفل الشرقي على تلّة صغيرة في القسم الشمالي الشرقي لسهل البطوف، تبعد 9 كم شمال مفرق جولاني (مسكنه) على شارع رقم 806. يحيط بها أراضي المنصورة من الشمال ونمرين من الجنوب.

## تاريخها
احتلت بتاريخ 1948/10/30 حيث سجل التاريخ يوما مؤلما وقعت به مجزرة عيلبون. قتل بها 14 شابا بدماء باردة. وهجر سكانها مشيا على الأقدام مسافة تقارب 150 كم إلى لبنان. وبعد مرور 50 يوما خارج الوطن بدأت مسيرة العودة إلى القرية لبناء حياة جديدة تحت السيطرة الإسرائيليَّة.

### قبل حرب 1948
كان عدد سكان عيلبون عام 1922 حوالي 319 نسمة وامتلك سكان عيلبون 14,712 دونم من الأراضي التي قاموا بتسجيلها رسميًا عام 1892 خلال الحكم العثماني.

#### التعليم
غرفة التعليم الأولى بنيت في القرية بتمويل الكهنة الكاثوليكيين الألمان من كنيسة الطابغة عام 1899. وتعلم فيها 24 طالبًا من الذكور فقط. وعام 1905 بنيت غرفة تعليم مشابهه للفتيات. عام 1943 فترة الانتداب البريطاني بنيت في القرية المدرسة الابتدائية مكونة من غرفتين. موجودتان وتستعملان حتى الآن كغرف تعليم.
بحسب احصائيات دائرة الاحصاء المركزية لعام 2021 بلغ عدد التلاميذ في مدارس القرية  1112  تلميذا. في القرية يوجد 3 مدارس مدرسة لكل مرحلة تعليمية. 
نسبة الطلاب الحاصلين على شهادة البجروت لعام 2021 في القرية هو 63.4% من طلاب صفوف الثاني عشر. وبلغت نسبة الطلاب المتسربين في القرية 1.10% من عدد طلاب القرية. وبلغت نسبة الطلاب الاكادميين 3.5%.

#### السكان والديانات
بنيت الكنيسة الأولى في القرية لطائفة الروم الكاثوليك عام 1879 بسعي الأب بولس أشقر وسكان القرية. وبنيت عام 1928 كنيسة جديدة لطائفة الروم الأرثوذكس بسعي الأب إلياس زريق. بعد عودة أهالي عيلبون من لبنان جاء إلى عيلبون مهجرون من قرية حطين وكانت هذه العائلات الأولى المسلمة التي سكنت القرية. ثم بدأت حملة توطين البدو فجاء إلى عيلبون كثيرون ممن سكنوا بجوارها من قبل.
حسب احصائيات دائرة الاحصاء المركزية لعام 2019 يبلغ متوسط الرواتب للرجل 9997 شيكل مقابل 6255 شيكل للنساء.

## معالمها
تتوسط القرية القديمة ساحة كبيرة بمساحة ما يقارب 150 متر مربع، تسمى أيضًا الحارة، كانت تتم فيها لقاءات رجال القرية صباح الأحد قبل توجههم للكنيسة، وتستخدم لحفلات الأعراس. بعد النكبة أطلق على الساحة اسم ساحة الشهداء تخليدًا لذكرى شهداء عيلبون.

## مجزرة عيلبون
في يوم السبت 30 أكتوبر حدثت مجزرة مروعة في قرية عيلبون حيث أعدم فيها 14 شهيد من خيرة شباب القرية وهجّر أهلها شمالاً إلى لبنان. ثم عاد أهل القرية عيلبون بعد فترة ليعمروا قريتهم من جديد وليرووا أحداث قريتهم الصغيرة والتي تحكي قصة الشعب الفلسطيني ونكبته التي حدثت عام 1948.

### قبل المجزرة
اجتمع أهالي عيلبون في كنائس القرية في 29 من أكتوبر ليقضو ليلتهم محتمين سوية بعد أن انسحب جيش الإنقاذ من القرية. وفي صباح 30 أكتوبر دخلت العصابات الصهيونية القرية. فأخرجت سكان القرية من الكنائس وأطلق الجيش النار لتخويف السكان وإرغامهم على التجمع في ساحة القرية، فاستشهد عندها عازار سالم مْسَلَم. لم يستمع الجنود إلى نداء أهل القرية بالرغم من أنهم أعلنوا إستسلامهم لكي يسلموا في بلدتهم.

### المجزرة
بعد أن اجتمع أبناء عيلبون في ساحة القرية اختار الجنود 18 شاب من خيرة شباب القرية وأرغموا باقي السكان على ترك القرية والنزوح باتجاه الشمال. اختار الجنود 6 من الشباب ليكونوا درع بشري وأجبروا على قيادة مركبة عسكرية في مقدمة الجيش حيث استطاعوا بعدها الفرار من الجيش والنجاة بأرواحم من موت محتم. أما ال12 شاب الذين بقو في القرية فقد تم إطلاق النار عليهم وإعدامهم.

#### ضحايا المجزرة
حيث استشهد كل 3 شبان في مكان مختلف من القرية:
- فاستشهد نعيم غنطوس زريق وحنا إبراهيم أشقر ومحمد خالد أسعد -الذي لجأ إلى عيلبون بعد سقوط حطين- بالقرب من باب طابون إم الذيب بجانب ساحة القرية
- واستشهد ميلاد فياض سليمان وفضل فضلو عيلبوني وزكي موسى سكافي في الشارع
- واستشهد عبد الله سمعان شوفاني وميخائيل متري شامي ورجا ميخائيل خليل بالقرب من مقبرة القرية.
- أما الذين بقو في الساحة وهم بديع جريس زريق وفؤاد نوفل زريق وجريس شبلي حايك فقد تم إطلاق النار عليهم مكانهم في الساحة.

### بعد المجزرة
تم تسمية ساحة القرية بساحة الشهداء لتخليد ذكراهم.

## مسيرة النزوح
أما عن مسيرة النزوح فقد بدأ أهل القرية بالسير باتجاه الشمال. وعندما سمعوا صوت إطلاق الرصاص في القرية أدركوا بأن مجزرة ارتكبت في عيلبون وسقط شهداء. فرحل الأهالي مثقلين بالحزن والأسى متجهين إلى مصيرهم المجهول يوجههم إطلاق النار خلفهم فأصيب العديد جراء إطلاق النار وقتل الشهيد سمعان جريس شوفاني ليصبح عدد الشهداء 14 شهيدا.

## الوصول إلى مخيم اللاجئين بلبنان
وصل اللاجئين إلى لبنان واستقروا في مخيم المية مية وافترشوا الخيام ليعيشوا مع باقي لاجئي الشعب الفلسطيني أقسى الظروف.

## العودة والصمود
عرفت الأمم المتحدة بما حدث وبما عاناه أهل عيلبون فقامت بالتحري عن المجزرة وأُرغمت الدولة بالسماح لأهالي عيلبون العودة. فارسل مبعوث من القرية إلى لبنان للبحث عن اللاجئين العيلبونيين ويخبرهم بقرار السماح بالعودة. فبدأت عندها مسيرة العودة بعد حوالي 50 يوم من النزوح والتي كانت شاقه أيضا، واضطر الأهالي إلى التسلل والسير ليلا وبين الجبال خوفا من تهجيرهم من جديد أو من التعرض لهم من قبل الجيش. فاستغرقت عودة الأهالي عدة أشهر وقد تم اعتقال ونفي العديد من العائدين إلى عيلبون أثناء مسيرة العودة. وصل الأهالي إلى عيلبون فوجدوها منهوبة وخاليه فدفنوا شهدائهم وأعادو إعمار القرية وانطلقوا بالحياة من جديد. وقد قرر أهالي عيلبون البقاء في قريتهم بالرغم من الأوضاع التي سادت البلاد في ذلك الحين وبالرغم من المجازر التي ارتكبت بحق الشعب الفلسطيني، والتطهير العرقي التي ارتكبته العصابات الصهيونية وتهجير القرى الفلسطينية.